# 9M730 Burevestnik
9M730 Burevestnik (rusă Буревестник; „Petrel”, denumirea de raportare a NATO: SSC-X-9 Skyfall)  este o rachetă de croazieră cu propulsie nucleară experimentală a Rusiei, în curs de dezvoltare pentru Forțele armate ruse. Se pretinde că ar avea o rază de acțiune practic nelimitată.
Burevestnik este una dintre cele șase noi arme strategice ruse dezvăluite de președintele rus Vladimir Putin la 1 martie 2018.

## Design și dezvoltare
Industria rusă a apărării a început să dezvolte o rachetă de croazieră cu propulsie nucleară cu rază intercontinentală, capabilă să penetreze orice sistem de apărare antirachetă bazat pe intercepție. Se spune că are o rază de acțiune nelimitată și capacitatea de a evita scuturile antirachetă. Numele armei a fost ales (în mod neobișnuit) prin vot public. O etapă majoră de încercări a rachetelor de croazieră din complexul Burevestnik, testarea unității de propulsie nucleară, au fost finalizate cu succes în ianuarie 2019.
Proiectul „soră” al lui Burevestnik, submarinul cu torpile/drone nucleare „Poseidon (Status-6)”, este – de asemenea – construit în jurul unei unități de propulsie nucleară miniaturale.  

## Argumentare
Uniunea Sovietică și apoi Rusia și-au pus problema, încă din anii 1980, în ce măsură arsenalul lor nuclear de rachete balistice intercontinentale poate fi neutralizat de sistemele antibalistice ale Statelor Unite sau ale inițiativei strategice de apărare, propuse în timpul Administrației Reagan și cunoscut în mod obișnuit ca programul Star Wars. Acest tip de armă zboară sub scutul de apărare antirachetă și face parte din programul mai larg al președintelui rus Vladimir Putin, care încercă să reechilibreze capacitatea de atac nuclear a Rusiei.

## Accidentul de iradiere Nyonoksa
La 9 august 2019, agenția rusă de energie nucleară Rosatom a confirmat emisia radioactivă pe site-ul de testare a rachetelor Nyonoksa, lângă Severodvinsk, în nordul Rusiei, și a declarat că este legată de un accident care a implicat testarea unei „surse radioizotopice pentru o rachetă cu motor cu combustibil lichid”. Experții Jeffrey Lewis și Ankit Panda suspectează că incidentul a rezultat dintr-un test al rachetei de croazieră Burevestnik. Printre cele opt persoane ucise în incident au fost cinci oameni de știință din domeniul armamentului.